# Procariama
Procariama is een geslacht van uitgestorven schrikvogels (Phorusrhacidae) dat van het late Mioceen tot het late Plioceen (11 - 2 miljoen jaar geleden) leefde. Fossielen ervan zijn gevonden op zes locaties in de provincie Catamarca in Argentinië, meer bepaald in het departement Andalgalá en in het noorden van het departement Belén, en op één enkele locatie in de provincie La Pampa. De enige soort die het geslacht tot op heden telt, Procariama simplex, is de grootste vertegenwoordiger van de onderfamilie Psilopterinae.

## Ontdekking
Het lectotype van Procariama (MACN-8225) is een gedeeltelijk skelet, bestaande uit een incomplete schedel, een bekken, proximale (dichtst bij het lichaam gelegene) en distale (verst van het lichaam gelegene) delen van het linker-dijbeen, distale delen van de rechter-tibiotarsus, proximale en distale delen van de rechter-tarsometatarsus, voetbeenderen en de nageldragende teenbotten van de bijna complete linkervoet en fragmenten van de teenbotten van de rechtervoet. De naam van het geslacht werd in 1914 voor het eerst gepubliceerd door Cayetano Rovereto in Anales del Museo Nacional de Historia Natural.

## Beschrijving

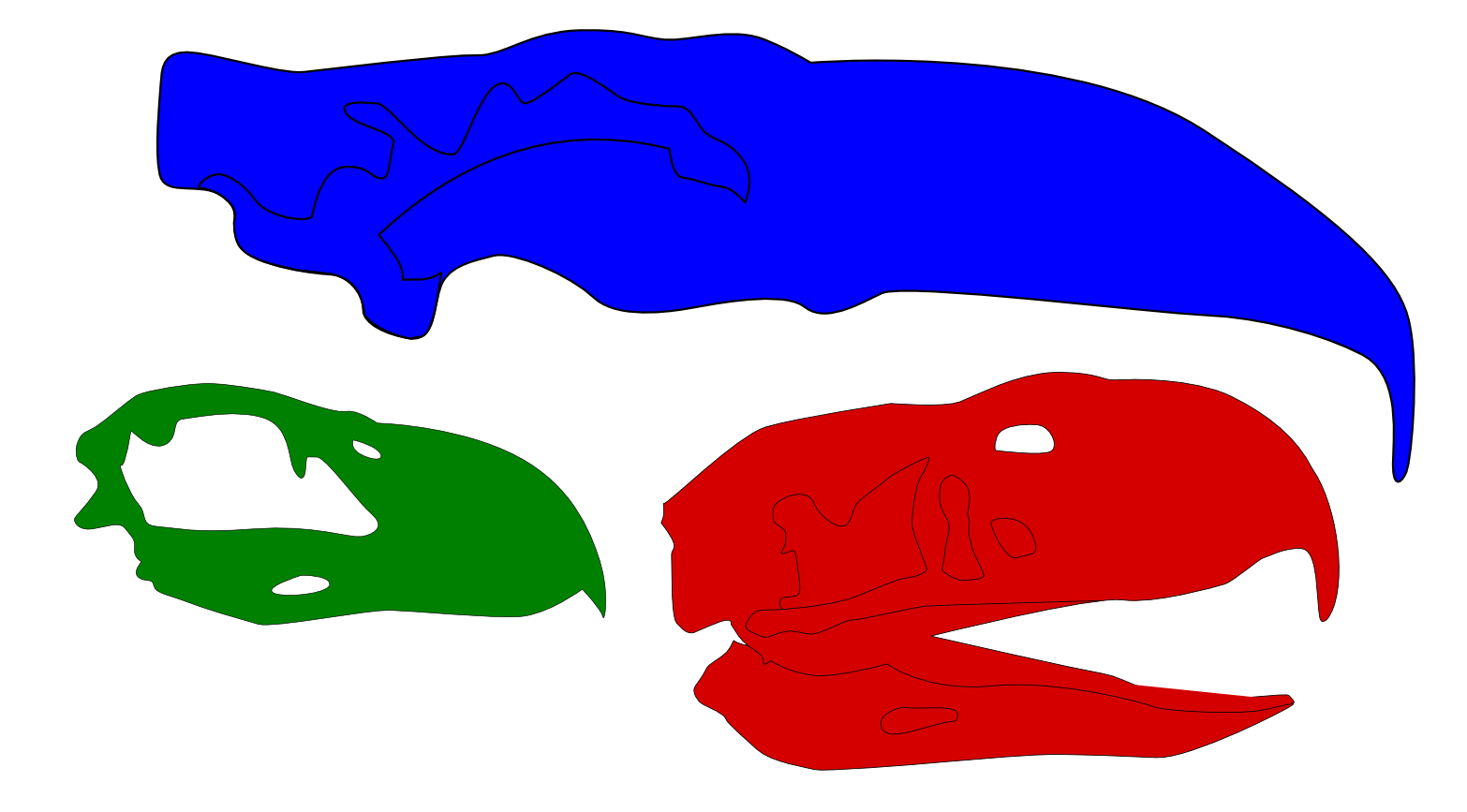
Schedel van Procariama (groen), vergeleken met die van Phorusrhacos (rood) en Kelenken (blauw)

Procariama was met een rughoogte van 70 centimeter en een gewicht van 10 kg een van de kleinere schrikvogels, hoewel hij groter was dan Psilopterus en Paleopsilopterus, de andere leden van de onderfamilie Psilopterinae.
Procariama lijkt erg op Psilopterus, maar verschilt van dit geslacht doordat hij groter is en een stevigere bouw heeft, door een licht verschil in de verhouding tussen de botten van de achterpoten (het dijbeen is in verhouding korter) en doordat de vleugelbotten van Procariama in verhouding kleiner zijn. In de tarsometatarsus draagt de hypotarsus twee uitstulpingen (de ene zijdelings en de andere mediaal) in het meest proximale gedeelte, die eruitzien als twee kammen, een verschil met zowel Psilopterus als Paleopsilopterus.
Het geslacht lijkt erg op Mesembriornis en leefde tijdens dezelfde geologische periode, waardoor fossielen van de twee gemakkelijk met elkaar verward worden. Dit gebeurde bijvoorbeeld in de oorspronkelijke publicatie door Rovereto.

### Gevonden materiaal
Van procariama zijn drie vondsten bekend. Naast het lectotype is nog MACN-6939, bestaande uit een dijbeen waarbij het distale deel ontbreekt, het distale deel van de linker tarsometatarsus en enkele teenkootjes, bekend en FM-P 14525, een bijna volledig skelet in een uitstekende staan van conservering.

## Etymologie

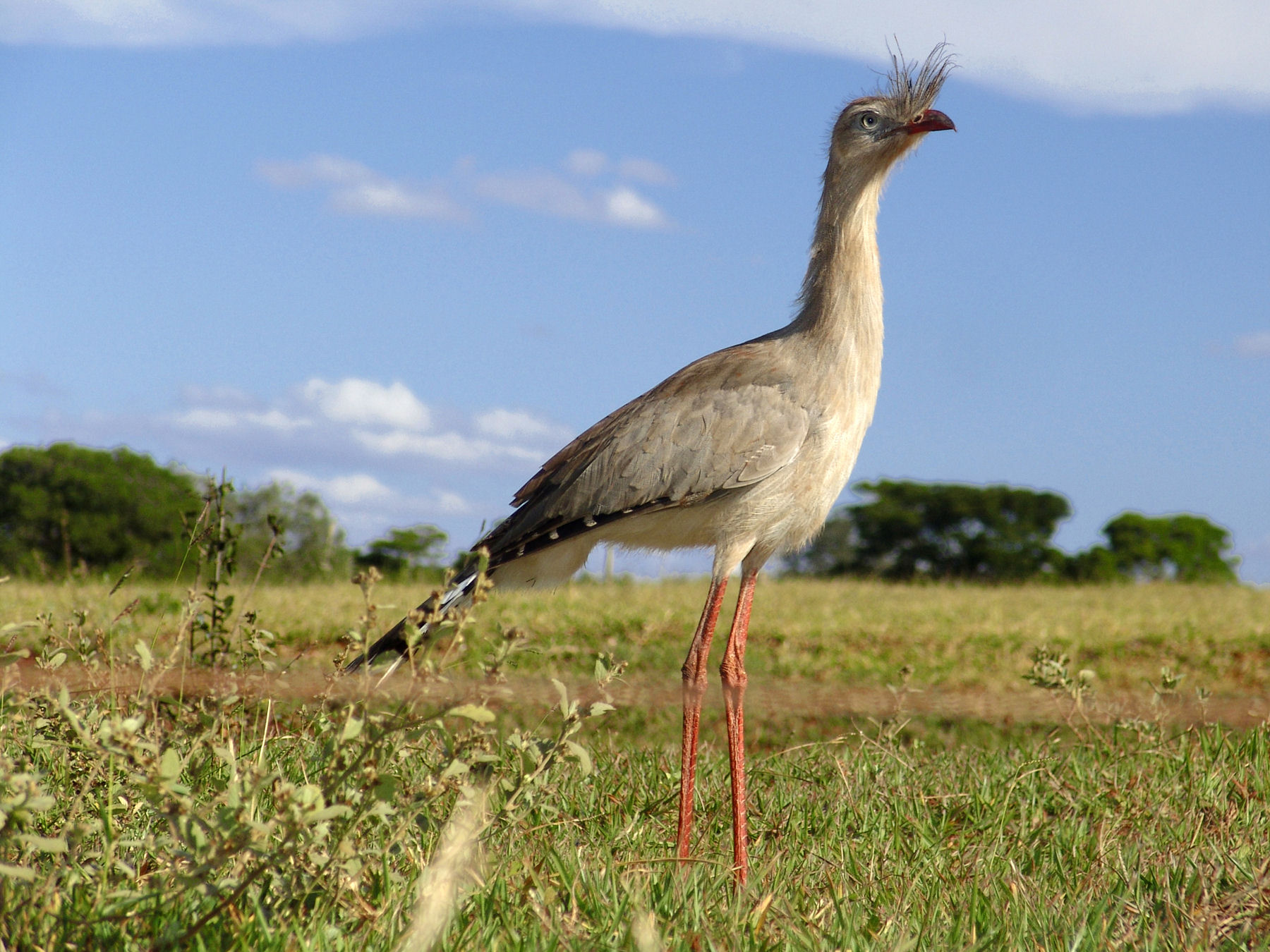
Kuifseriema (Cariama cristata)

De geslachtsnaam betekent vóór-Cariama en verwijst naar Cariama (de kuifseriema), een geslacht van kleine vleesetende loopvogels dat in Zuid-Amerika voorkomt en een nog levende nauwe verwant van de schrikvogels is.